# Bolbitis bipinnatifida
Bolbitis bipinnatifida là một loài thực vật có mạch trong họ Lomariopsidaceae. Loài này được (J. Sm.) K. Iwats. mô tả khoa học đầu tiên năm 1959.